# Dmitri Romanowitsch Owtscharenko
Dmitri Romanowitsch Owtscharenko (russisch Дми́трий Рома́нович Овчаре́нко, * 1919 im Dorf Wiwtscharowe, im Gouvernement Charkow, heute Ukraine; † 28. Januar 1945 bei Seregélyes, Ungarn) war ein sowjetischer Soldat der Roten Armee im Zweiten Weltkrieg. Am 13. Juli 1941 konnte er nach seiner Gefangennahme 50 Wehrmachtssoldaten und -offiziere überwältigen und fliehen.

## Leben

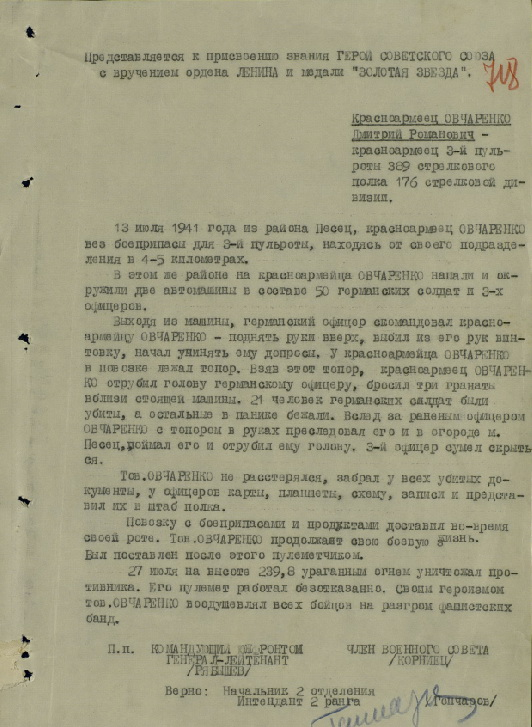
Beurteilung zur Auszeichnung als Held der Sowjetunion, unterzeichnet vom Kommandeur der Südfront, Generalleutnant Dmitri Iwanowitsch Rjabyschew und dem Mitglied des Kriegssowjets Leonid Romanowytsch Kornijez

Owtscharenko wurde in eine bäuerliche Familie geboren. Der Vater Dmitri arbeitete als Zimmermann, die Mutter war Wassilissa Ignatjewa. Er ging nur 5 Jahre zur Schule und arbeitete anschließend im Kolchos. Vom Vater lernte er viel über das Zimmererhandwerk. 1939 wurde er zum Dienst in der Roten Armee einberufen.
Nach dem deutschen Überfall auf die Sowjetunion kämpfte er vom ersten Tag an an der Front. Bereits kurz nach Beginn des Krieges wurde er leicht verwundet und erhielt das Kommando über ein Logistikregiment, das die Aufgabe hatte, die Truppen mit Nahrungsmitteln und Munition zu versorgen.
Am 13. Juli 1941 war er in der Nähe der moldauischen Stadt Bălți stationiert und lieferte Lebensmittel und Munition an eine Kompanie der 9. Armee der Südfront beim Ort Pessez aus. Dabei traf er plötzlich auf einen Trupp von etwa 50 Soldaten und Offizieren des Gegners. Den Wehrmachtssoldaten gelang es, ihm seine Waffe abzunehmen. Owtscharenko jedoch nahm aus seinem Fuhrwerk eine Axt und hieb dem am nächsten stehenden Offizier den Kopf ab und warf drei Handgranaten in Richtung des Gegners, wobei er 21 Soldaten tötete. Die übrigen flohen panisch. Er holte den zweiten Offizier ein, der verwundet war und hieb ihm ebenfalls den Kopf ab. Dem dritten Offizier gelang es zu fliehen. Owtscharenko sammelte von den toten Soldaten Dokumente und Karten ein und nahm sie als Beweis mit.
Später setzte Owtscharenko seinen Wehrdienst als Maschinengewehrschütze fort. Seine Kommandeure bescheinigten ihm hohen Kampfgeist, als er „am 27. Juli auf der Höhe 239,8 ein Beispiel für seine Kameraden mit seinem Maschinengewehr-Trommelfeuer gab“
Am 3. August verfassten der Kommandeur des 389. Schützenregiments, Major S.W. Kramskoi und der Kriegskommissar Sekin eine Beurteilung des Heldentums von D. R. Owtscharenko zur Auszeichnung mit dem Titel Held der Sowjetunion.
Mit dem Befehl des Präsidiums des Obersten Sowjets der UdSSR vom 9. November 1941 „Für beispielhafte Ausführung der Kampfaufgaben an der Front des Kampfes mit den faschistischen deutschen Invasoren und für Mut und Heldentum werden dem Rotarmisten Dmitri Romanowitsch Owtscharenko der Titel Held der Sowjetunion, der Leninorden und die Medaille ‚Goldener Stern‘ verliehen.“
Bei den Kämpfen zur Befreiung Ungarns im Umkreis des Ortes Seregélyes wurde Owtscharenko als Maschinengewehrschütze der 3. Panzerbrigade schwer verwundet. Er starb am 28. Januar 1945 an seinen Verletzungen im Krankenhaus.

## Auszeichnungen
- Held der Sowjetunion
- Leninorden

## Andenken
In seinem Heimatdorf gibt es ein Denkmal für Owtscharenko und eine Straße wurde nach ihm benannt.